# اوساکیس (مینه‌سوتا)
اوساکیس، مینه‌سوتا (به انگلیسی: Osakis, Minnesota) یک شهر در ایالات متحده آمریکا است که در مینه‌سوتا واقع شده‌است.

## خصوصیات
اوساکیس ۵٫۳۶ کیلومترمربع مساحت و ۱٬۷۴۰ نفر جمعیت دارد و ۴۱۳ متر بالاتر از سطح دریا واقع شده‌است.